# مادلین تین
مادلین تین متولد ۲۵ مهٔ ۱۹۷۴ ‏(۵۰ سال) (نویسه‌های چینی سنتی: 鄧敏靈؛ نویسه‌های چینی ساده‌شده: 邓敏灵) داستان‌کوتاه‌نویس و رمان‌نویس اهل کانادا؛ برنده جایزه گاورنر جنرال، جایزه کتاب مسافرتی ادوارد استنفورد و جایزه گیلر برای رمان نگو ما هیچ چیز نداریم در سال ۲۰۱۶ است. این رمان را نازنین معمار به فارسی ترجمه کرده و انتشارات کتاب پاگرد در سال ۱۳۹۸ با نام «نگویید چیزی نداریم» منتشر کرده است. او همچنین نامزد دریافت جوایز ادبی من بوکر ۲۰۱۶، ادبیات داستانی زنان ۲۰۱۷ و جایزه ادبی فولیو ۲۰۱۷ شده است.